# Simeon Niger
Simeon, genannt Niger gehörte (neben Barnabas, Lucius von Kyrene, Manahen und Saulus, genannt Paulus) zu einer Gruppe von fünf Personen, die in Apostelgeschichte 13, 1  als Propheten und Lehrer der Gemeinde in Antiochia bezeichnet werden. Aus diesem Kreis heraus wurden Saulus und Barnabas ausgesandt, um das Evangelium von Jesus Christus zu verkündigen (siehe 1. Missionsreise des Paulus). Durch seinen lateinischen Beiname Niger wird angedeutet, dass mit Simeon ein Schwarzer zur Führung der Gemeinde von Antiochia gehörte.